# Línea 351 (Buenos Aires)
La línea 351 es una línea de colectivos argentina. Es operada por la empresa TALP SA (Transporte Automotores La Plata SA) como servicio de larga distancia. Cuenta con cabeceras en las ciudades de La Plata y Junín, parando en localidades intermedias como Luján, Mercedes, Alberti y Chivilicoy. Además, extiende servicios hasta Lincoln, Ameghino y General Pinto, hasta el 10 de septiembre de 2024.
Actualmente, el recorrido de la línea comprende el tramo desde La Plata hasta Junín y su regreso.

## Ramales

### Recorridos
- De La Plata a Chivilcoy:[2]
  - Por autopista: La Plata, Autopista Buenos Aires - La Plata, Autopista 25 de Mayo, Autopista Perito Moreno, Autopista del Oeste, Puente Luján, Ruta 5, Mercedes, Suipacha, Chivilcoy.
  - Por Camino de Cintura: La Plata, Camino Centenario, Alpargatas, Cruce Varela, Ruta 4, Rotonda Llavallol, San Justo, Morón, Acceso Oeste, Moreno, General Rodríguez, Puente Luján, Ruta 5, Mercedes, Suipacha, Chivilcoy.
  - Por ruta 6: La Plata, Ruta 215, Cruce Etcheverry, Ruta 6, San Vicente, Cañuelas, Ruta 205, Lobos, Roque Pérez, Ruta 30, Norberto de la Riestra, Moquehuá, Chivilcoy. Extensión por ruta 5 a Alberti, Bragado y 9 de Julio.
- De Chivilcoy a Junín:
  - Ruta 30, Chacabuco, Ruta 7, Junín. Extensión por ruta 188 a Lincoln, General Pinto y Ameghino.

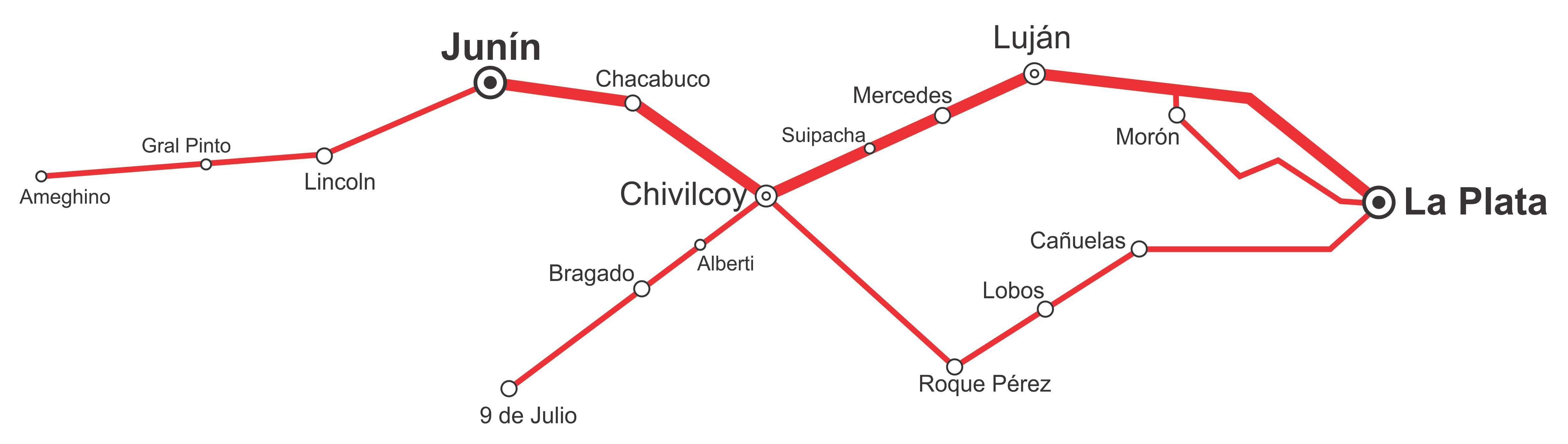
Recorridos de la empresa TALP